# Czarniecki pod Koldyngą
Czarniecki pod Koldyngą (inny tytuł Czarniecki bei Kolding) – obraz olejny autorstwa Józefa Brandta, namalowany w roku 1870. Znajduje się w zbiorach Muzeum Narodowego w Warszawie.

## Opis
Dzieło Brandta przedstawia ważny epizod z wyprawy duńskiej Stefana Czarnieckiego w latach 1658–1659 podjętej w czasie II wojny północnej (1655–1660). Dywizja Czarnieckiego wchodząca w skład armii sprzymierzonych (Austriaków, Brandenburczyków i Polaków) ruszyła na pomoc Danii napadniętej przez Szwecję. Jedną z bitew stoczonych przez dywizję było zakończone sukcesem oblężenie miasta Koldynga (23–25 grudnia 1658) bronionego przez Szwedów.
W panoramicznie ujętym pejzażu zimowym, z zamkiem Kolding nad brzegiem zatoki (w głębi pośrodku kompozycji) masa konnych żołnierzy zajmuje pozycje na wzgórzu po lewej i wyładowuje się z okrętów i łodzi po prawej. Stefan Czarniecki w czerwonym ubiorze w grupie konnych na pierwszym planie po lewej. Niebo zasnute jest szarymi chmurami. Wojsko w kolorach zróżnicowanych brązów.
Według Włodzimierza Kalickiego obraz nie przedstawia oblężenia Koldyngi, ale zamku w Sønderborg.